# 政成和慶
政成 和慶（まさなり かずよし）は、日本の映画監督、映像ディレクター。広島県広島市出身。
2024年に映画「きみといた世界」で商業映画の監督としてデビューした。

## 来歴
広島県生まれ、小中学生の頃は絵、漫画を描くのが好きな少年であった。
広島県立廿日市高等学校を卒業したあとは、芸大美大を目指し、芸大美大受験科の予備校に通う。
2浪目の受験の時期に絵の描きすぎで腱鞘炎になり、手が思うように動かせなくなり、絵が描けなくなる。結果、第一志望だった藝大には受からず、倉敷芸術科学大学の芸術学部美術学科に入学する。
大学では映像コースを専攻し、映画監督の小西通雄（東映）や、脚本家鳥居元宏（東映）、映画評論家の水野晴郎の元で映画制作、脚本について学ぶ。
在学時は映画部に所属し、映画制作に没頭。卒業制作で広島の田舎を舞台にして映画『我が青春のヒーロー』を監督し、第 7 回インディーズムービー・フェスティバルに入選。全国の TSUTAYA で DVD がレンタル展開される。
卒業後は、岡山県の映像制作会社に就職し、ディレクターとして勤務する。
その後も自主映画の制作を続け、広島県倉橋島を舞台に祖父と孫の交流を描いた自主映画『彼方君へ』を監督し、広島で伝統ある小劇場、山小屋シアターで上映される。
以後、東京に上京し、映画製作の演出部や様々な映像の現場で働く。
石川県能登半島で、酒づくりをする「杜氏」を追ったドキュメンタリー映画『一献の系譜』（2015/石井かほり監督）で編集を担当。
現在は、企業映像や番組制作などで、フリーのディレクターとして活動している。
イラストレーターのarawakaと同じ物語で漫画と映画を制作する「きみといた世界」を企画し、監督として商業映画の劇場デビュー作となった。。
広島への愛着も強く、好きな食べ物は広島風お好み焼きで、サンフレッチェ広島、広島東洋カープのファンでもある。

## 映画

### 参加作品
- 自主映画「信号」（2000年/撮影）
- 自主映画「タンテイ」（2001年/撮影）
- 自主映画「MIZUSHIMA INVADER TOWN」（2002年/撮影）（第４回JCF学生映画祭入選）
- 商業映画「ブリュレ」（2008年/協力）（林田賢太監督）
- 商業映画「ヲ乃ガワ-WONOGAWA-」（2014年/監督補）（山口ヒロキ監督）
- 商業映画「紅破れ」（2014年/メイキング）（横川康次監督）
- ドキュメンタリー映画「一献の系譜」(2015年/編集)（石井かほり監督）

### 監督作品
- 自主映画「Nothing Object」（2002年）
- 自主映画「我が青春のヒーロー」(2003年)　監督（第７回インディーズムービーフェスティバル入選）
- 自主映画「Good Morning」(2007年)
- 自主映画「彼方君へ」（2011年）
- 短編「Milk」(2014年)
- MV「小さな花」（Psalm/2017年）
- 短編「春の日を想うモノローグ」　(2023年)
- 「きみといた世界」(2024年12月14日公開)

### ラジオ
- デッキーの映画CaaaaN!!!!（775ライブリーFM）2024年11月27日[3]
- Sweet Time Paradise『青い鳥を探して』（狛江エフエム『コマラジ』）2024年11月27日 (生放送)
- 南川ある  あるのあるがまま（エフエムさがみ）2024年12月6日放送
- 岡村洋一のシネマストリート（かわさきFM）2024年12月2日（生放送)
- 渋谷のシネマ（渋谷のラジオ）2024年12月19日（生放送)